# Dick
Dick là một uyển ngữ tiếng Anh phổ biến chỉ cơ quan sinh dục. Nó cũng được sử dụng cho nhiều ý nghĩa hoặc từ lóng khác nhau, thường được coi là thô tục như: động từ mô tả hoạt động tình dục; thuật ngữ miệt thị đối những cá nhân bị coi là thô lỗ, thiếu suy nghĩ hoặc tỏ ý khinh miệt. Trong bối cảnh này, nó có thể được sử dụng thay thế cho nhau với jerk, và cũng có thể được sử dụng như một động từ để mô tả các hành động thô lỗ hoặc lừa dối. Các biến thể bao gồm dickhead, có nghĩa đen dùng để chỉ quy đầu. Sự xúc phạm của từ dick rất phức tạp khi tiếp tục sử dụng từ này trong các bối cảnh không gây khó chịu, bao gồm cả tên được đặt (thường là biệt danh của Richard) và họ, món tráng miệng nổi tiếng của Anh được phát hiện, tiểu thuyết kinh điển Moby-Dick, loạt sách dành cho trẻ em Dick and Jane, và nhà bán lẻ Dick's Sports Goods của Mỹ. Việc sử dụng như vậy đã cung cấp một cơ sở cho các nhà văn hài kịch để khai thác vị trí kề nhau này thông qua lộng ngữ.

## Ý nghĩa khác
Dick được sử dụng như một thuật ngữ tiếng lóng cho thám tử, như trong "Thuê một thám tử riêng để giúp xác định vị trí người mẹ tự nhiên của cô" (The Guardian, 1999, được trích dẫn bởi Green, 2008). Ý nghĩa này có thể bắt nguồn từ tiếng Gipsy slang dekko, dekker từ Romany dik, để nhìn).